# Музей Еллерта і Браммерта
Музей Еллерта і Браммерта — історичний музей просто неба у нідерландському місті Схонорд, у провінції Дренте. Музей являє собою копію стародавнього поселення, а назву отримав на честь велетнів Еллерта і Браммерта, місцевої легенди.
У 1954 році святкувалося 100-річчя заснування Схонорда. В рамках святкування поблизу міста були зведені репліки старовинних хатин і землянок, традиційних для цієї місцевості. Інтерес публіки до цих будівель виявився настільки великим, що за кілька років на добровольчих засадах був організований музей просто неба. Символом музею стали дві величезні статуї легендарних велетнів Еллерта і Браммерта, які, за місцевою легендою, чинили розбої у цій місцевості.
На території музею розташовані репліки старовинних житлових та нежитлових будівель, колекція місцевих археологічних знахідок (в тому числі і репліка Людини з Толлунда, одного з «болотяних людей»), гончарна майстерня, діюча кузня, традиційна саксонська таверна-ресторан.
Щороку в музеї проводиться регіональна виставка старих тракторів і сільськогосподарського приладдя. З 2008 року тут проводиться фестиваль «Жива історія», на якому учасники фестивалю, вдягнуті у старовинний одяг, зображають життя дрентського села минулих століть, демонструють народне мистецтво та ремесла.
У 2000 році музей став третім за відвідуваністю у провінції.

## Галерея

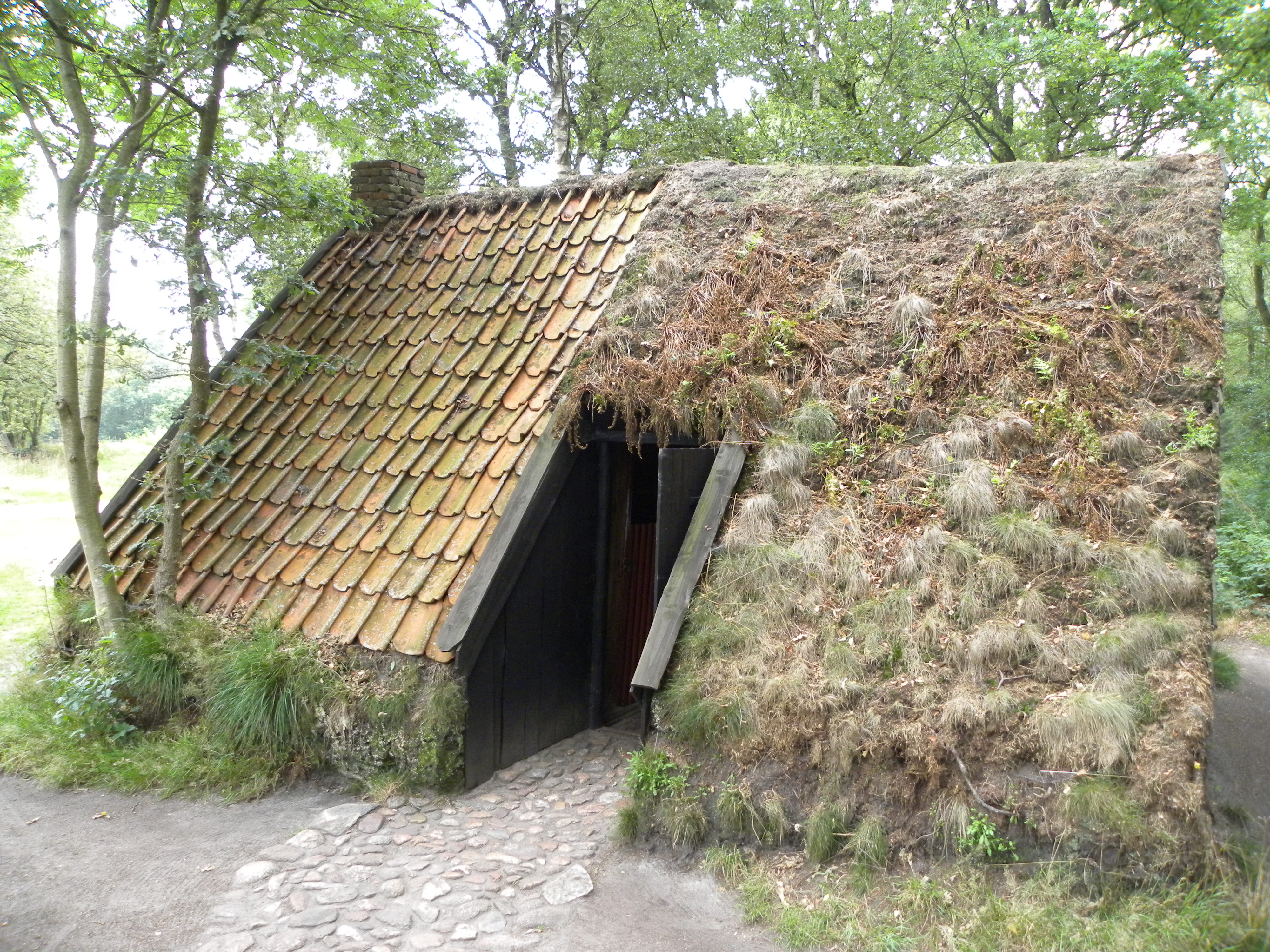
Будинок
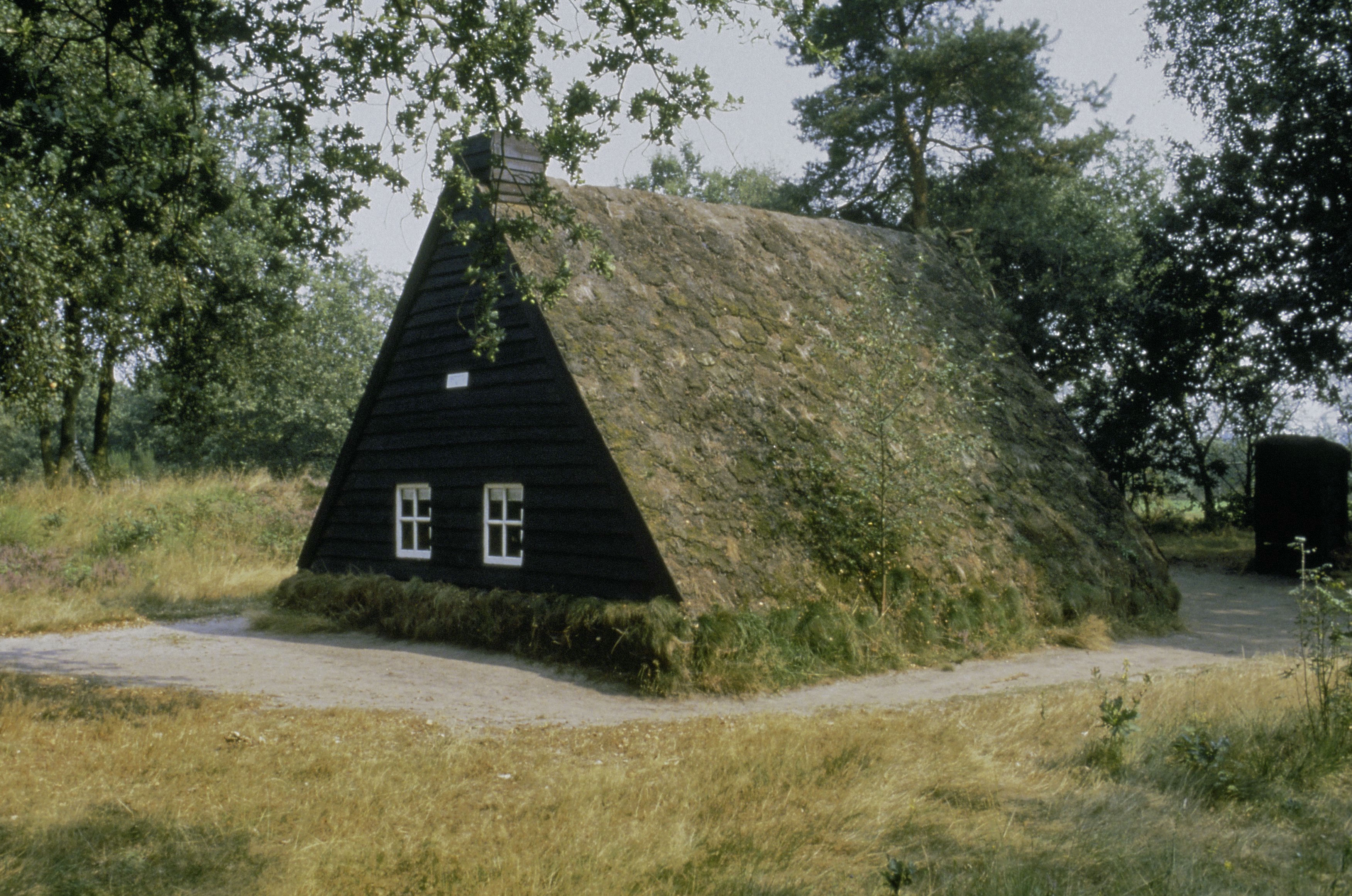
Будинок
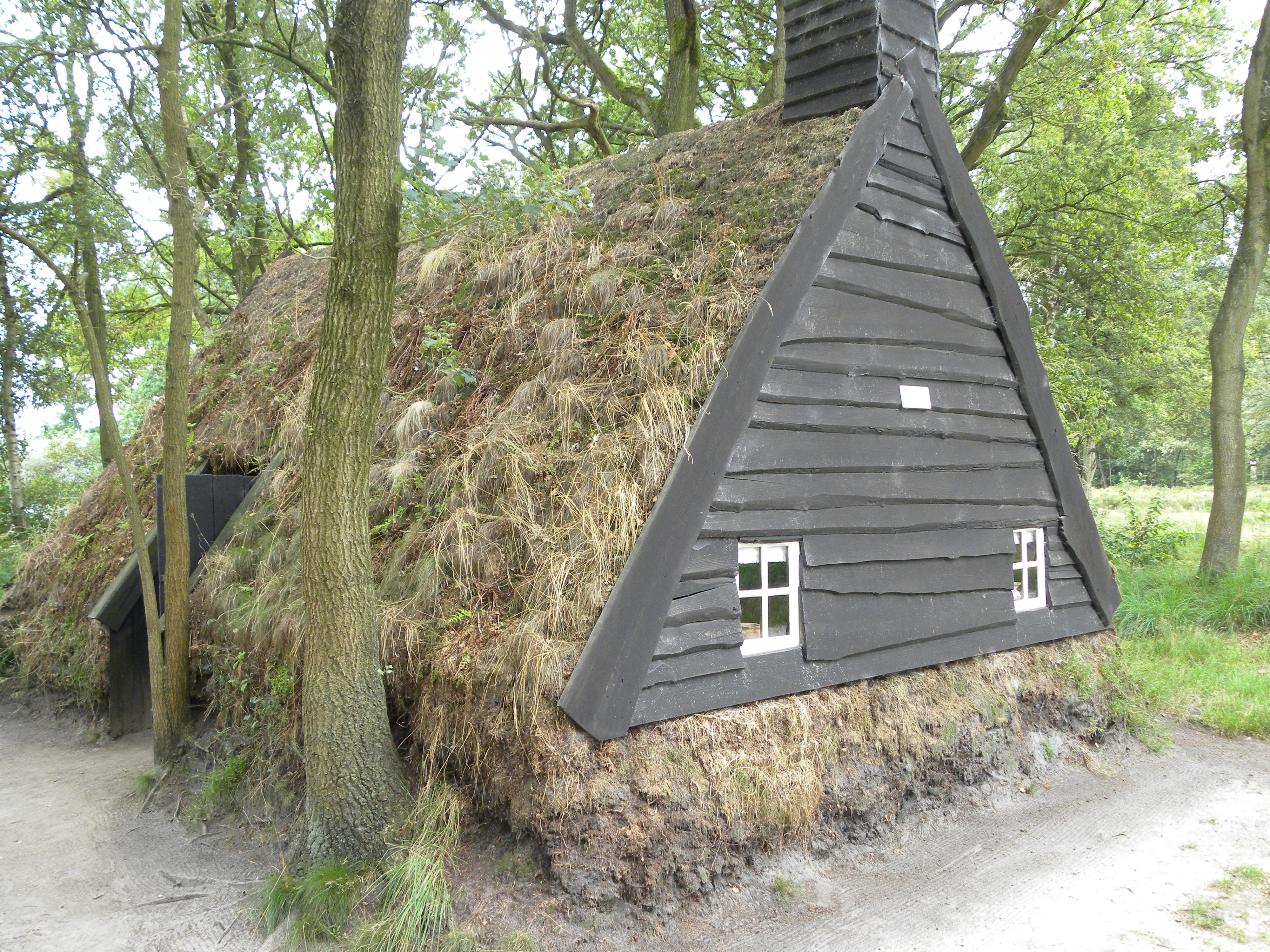
Будинок
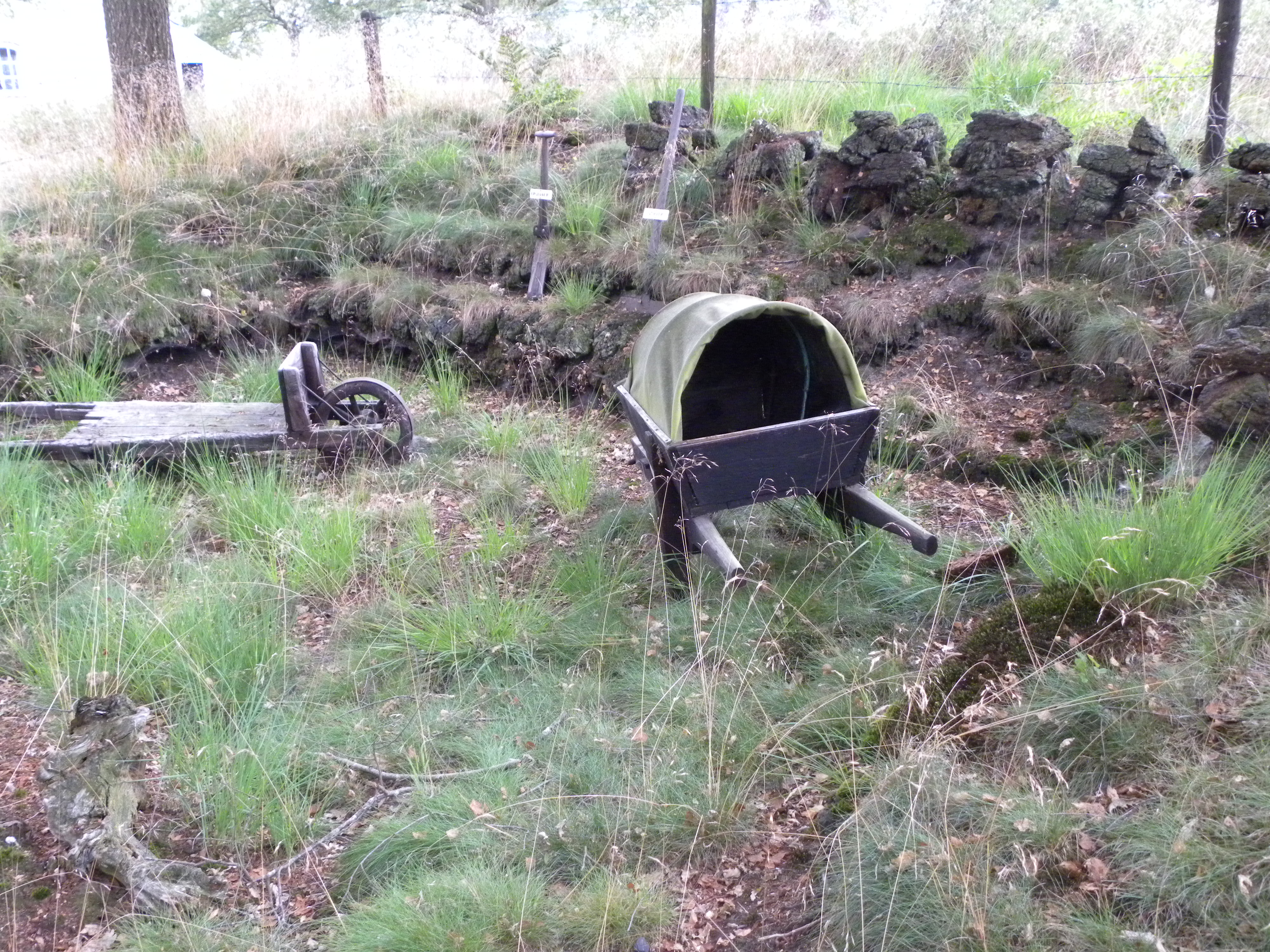
Видобування торфу
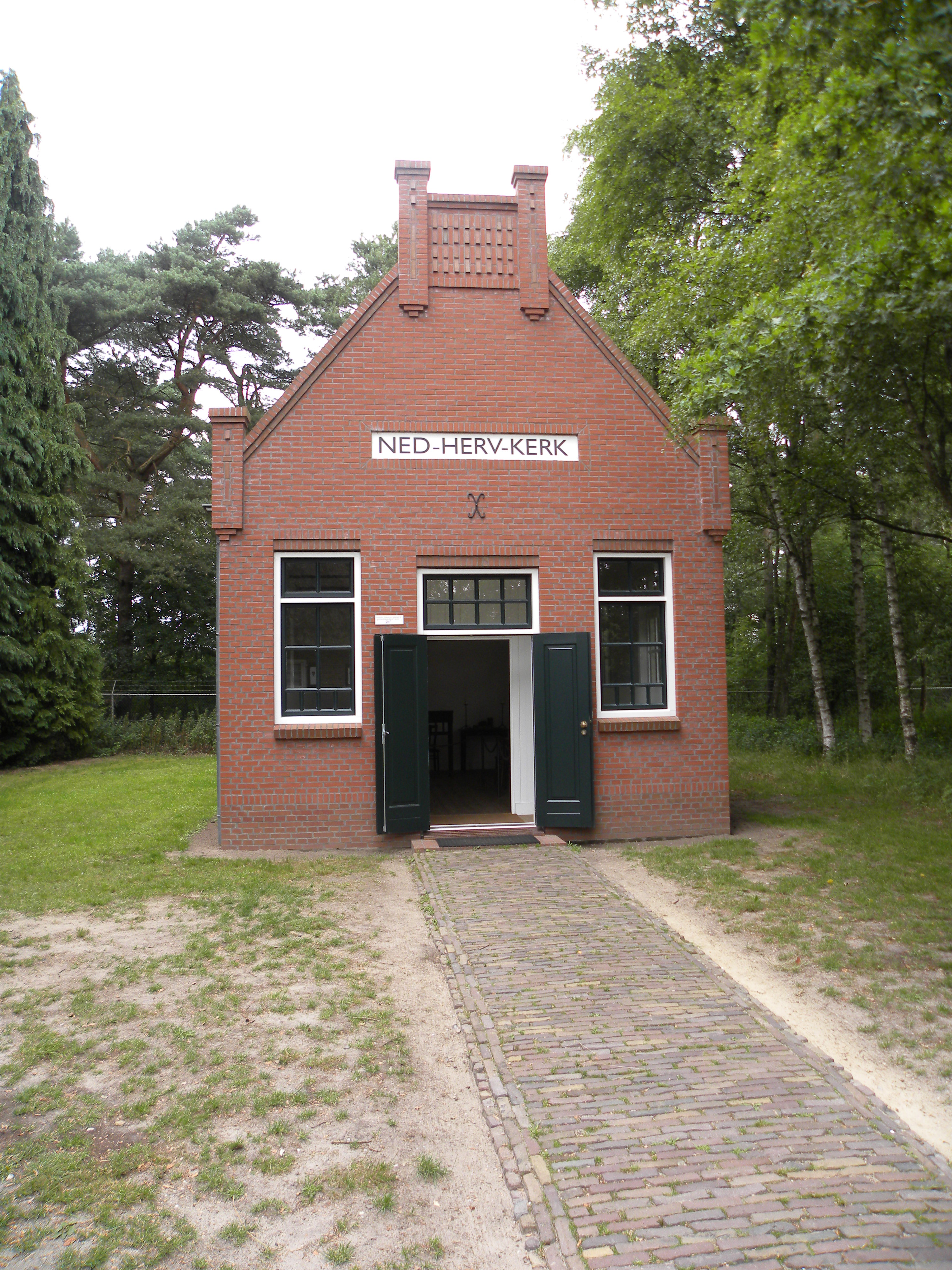
Церква
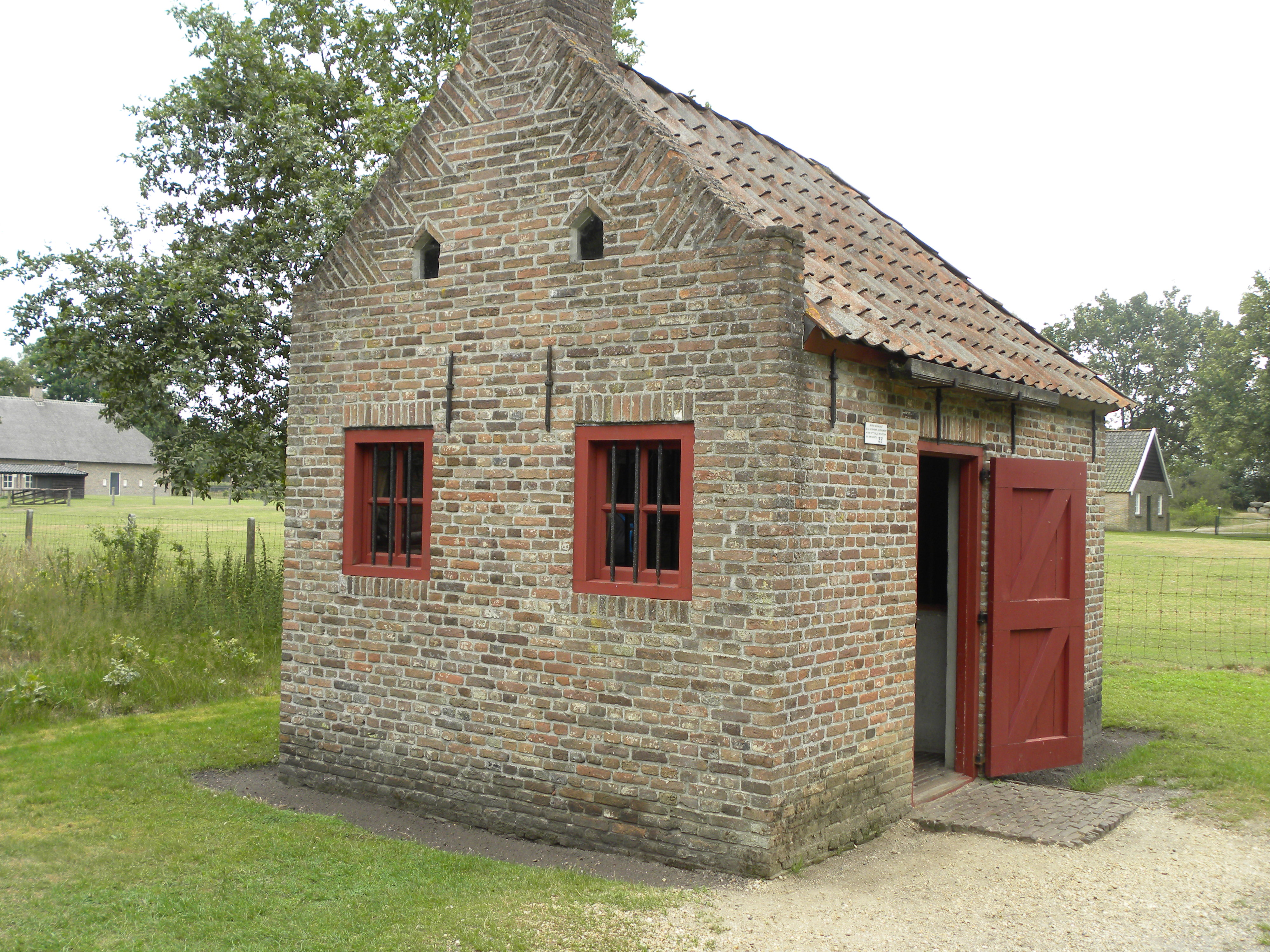
Сільська в'язниця
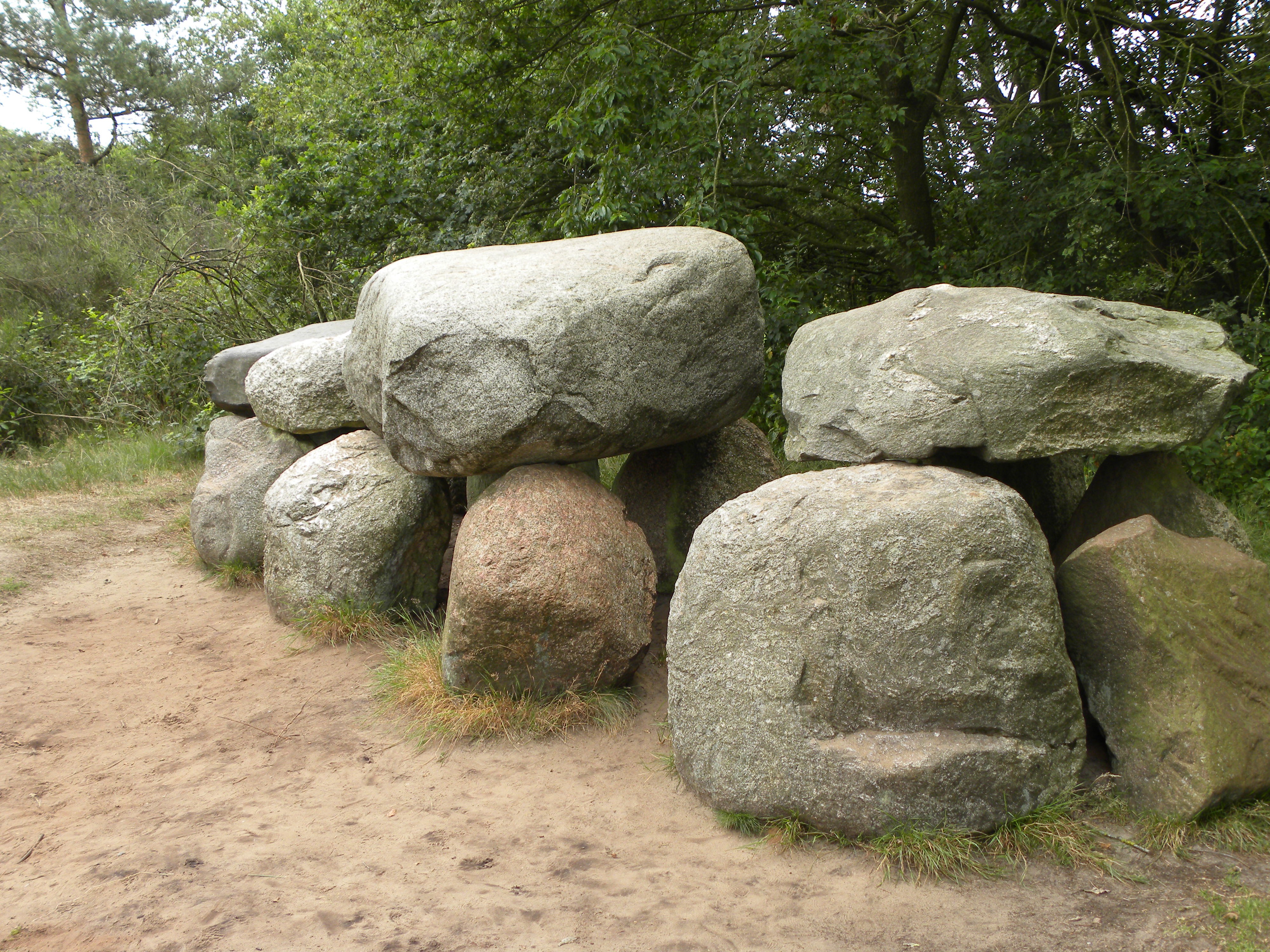
Дольмен
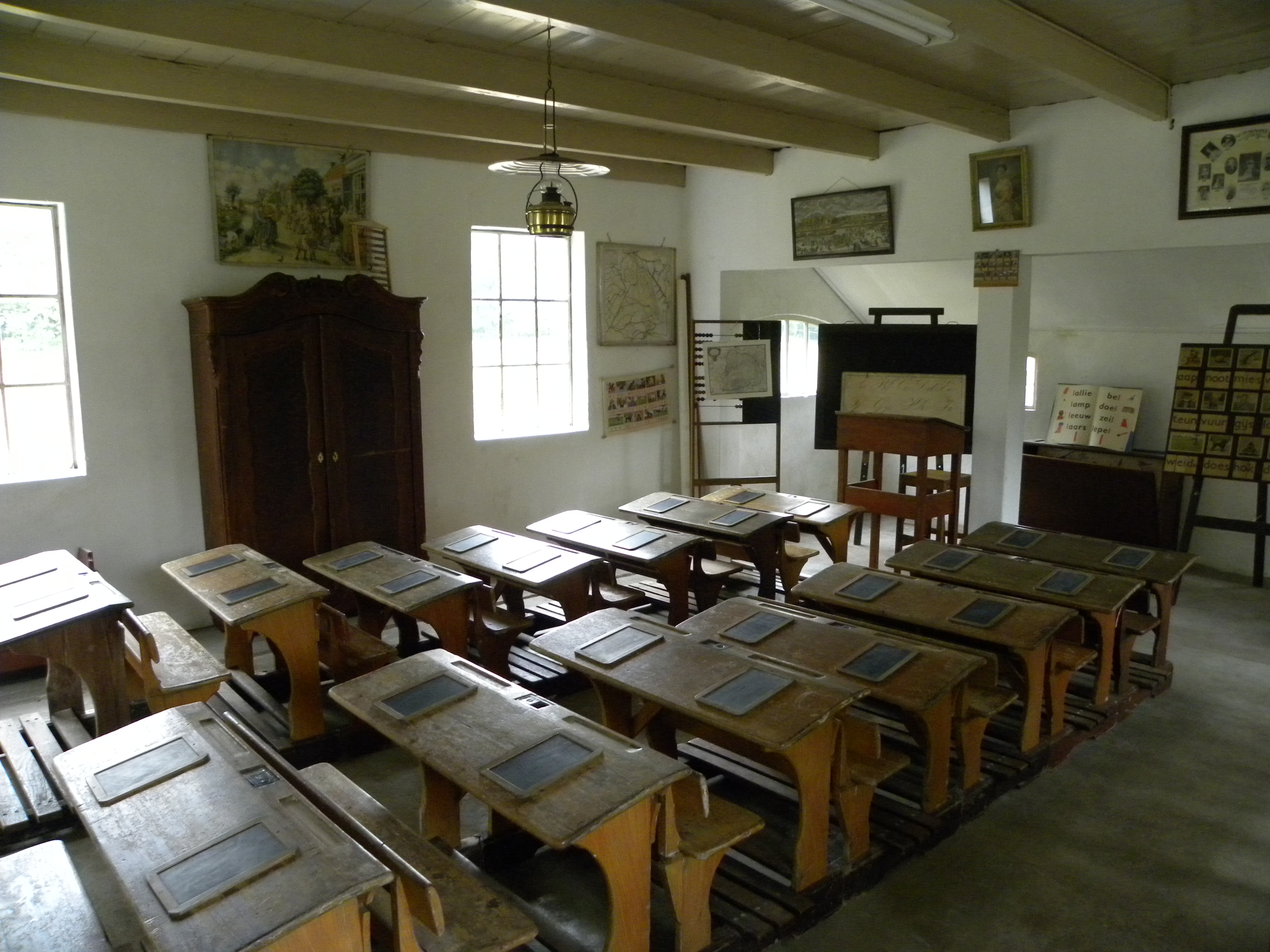
Школа